# Бенкен (Цюрих)
Бенкен (нім. Benken ZH) — громада  в Швейцарії в кантоні Цюрих, округ Андельфінген.

## Географія
Громада розташована на відстані близько 120 км на північний схід від Берна, 33 км на північ від Цюриха.
Бенкен має площу 5,7 км², з яких на 8,1% дозволяється будівництво (житлове та будівництво доріг), 57,5% використовуються в сільськогосподарських цілях, 34% зайнято лісами, 0,4% не є продуктивними (річки, льодовики або гори).

## Демографія
2019 року в громаді мешкало 845 осіб (+5,9% порівняно з 2010 роком), іноземців було 12,8%. Густота населення становила 149 осіб/км².
За віковим діапазоном населення розподілялося таким чином: 20,4% — особи молодші 20 років, 63,4% — особи у віці 20—64 років, 16,2% — особи у віці 65 років та старші. Було 362 помешкань (у середньому 2,3 особи в помешканні).
Із загальної кількості 249 працюючих 83 було зайнятих в первинному секторі, 42 — в обробній промисловості, 124 — в галузі послуг.